# Armistizio di Erzincan
L'armistizio di Erzincan fu firmato ad Erzincan il 18 dicembre 1917  dai rappresentanti russi del governo sovietico, che era arrivato al potere il 7 novembre 1917, ed il comando della Terza Armata Ottomana.
L'entità statale indicata nel documento ufficiale è la Repubblica Russa, che più tardi avrebbe preso il nome di Repubblica socialista federativa sovietica russa.
Anche il Comitato Speciale per la Transcaucasia (Ozakom: Osobyi Zakavkazskii Komitet, in russo Особый Закавказский Комитет?) si impegnava a rispettare i termini dell'accordo.
L'armistizio di Erzincan fu la conclusione del conflitto armato fra Russia e Impero Ottomano nella campagna di Persia e nella campagna del Caucaso del teatro di guerra del Medio Oriente.
All'armistizio fece seguito il trattato di Brest-Litovsk del 3 marzo 1918, firmato dalla Repubblica Sovietica Russa e dalle Potenze Centrali, trattato che segnò l'uscita della Russia dalla prima guerra mondiale.
Nel febbraio 1917 la rivoluzione aveva fermato tutte le operazioni militari russe nei vari fronti: né i soldati né il popolo russo potevano accettare di continuare la guerra. Prima dell'armistizio le forze russe avevano già iniziato a ripiegare, pertanto l'armistizio fu necessario per stabilizzare in modo ufficiale una situazione militare disastrosa per i russi.

## Conseguenze
Le forze russe abbandonarono il fronte del Caucaso, benché alcune forze residuali rimasero nella regione. Le forze ottomane non furono in grado di avvantaggiarsi della situazione, poiché le unità della Terza Armata erano notevolmente logorate dopo quattro anni di guerra. Inoltre queste forze ridotte erano maggiormente necessarie in settori più a rischio, pertanto il ministro della guerra Ismail Enver trasferì cinque divisioni su altri fronti a causa della grande pressione dei britannici nelle campagne in Sinai e Palestina e in Mesopotamia.